# Melaniparus afer
El carbonero gris (Melaniparus afer) es una especie de ave paseriforme de la familia Paridae propia de África austral.

## Taxonomía
Se clasificaba en el género Parus, pero fue trasladado al género Melaniparus, como otras especies, cuando un análisis genético publicado en 2013 demostró que todas ellas formaban un nuevo clado.

## Distribución y hábitat
Se encuentra en el extremo sur del África austral, distribuido únicamente por Sudáfrica y Lesoto. Su hábitat natural son el matorral seco y el matorral de tipo mediterráneo.